# Słońsko (Cuyavia y Pomerania)
Słońsko [pronunciación en polaco: /ˈswɔɲskɔ/] (en alemán: Slonsk) es un pueblo en el distrito administrativo de Gmina Inowrocław, dentro del Distrito de Inowrocław, Voivodato de Cuyavia y Pomerania, en el norte de Polonia. Se encuentra aproximadamente 7 kilómetros al noreste de Inowrocław, 30 kilómetros al sudoeste de Toruń, y 41 kilómetros al sudeste de la capital regional, Bydgoszcz.